# Enjambre híbrido
En biología, un enjambre híbrido es una población que está compuesta por individuos que son el resultado de la hibridación entre dos especies diferentes, del retrocruzamiento por un cierto número de generaciones de los híbridos con cualquiera de las especies parentales o bien, del cruzamiento o apareamiento entre sí de los híbridos interespecíficos originales. 
Desde un punto de vista morfológico, los integrantes de un enjambre híbrido forman un continuo que tiene por extremos a las dos especies parentales. En la naturaleza, los enjambre híbridos permiten que se produzca la introgresión o flujo génico entre poblaciones de diferentes especies que son simpátricas.